# Église Saint-Jean-Baptiste de Vic-le-Comte
L'église Saint-Jean-Baptiste est une église catholique située à Vic-le-Comte, en France.

## Localisation
L'église est située dans le département français du Puy-de-Dôme, sur la commune de Vic-le-Comte.

## Historique
L'abbé Jean-Baptiste Fouilhoux a écrit que contrairement à ce qui a été affirmé, cette église n'a jamais été construite par les chevaliers hospitaliers de Saint-Jean-de-Jérusalem qui auraient eu une commanderie à Vic-le-Comte. Mais cette commanderie n'a jamais existé. Cette église a été construite par les fidèles.

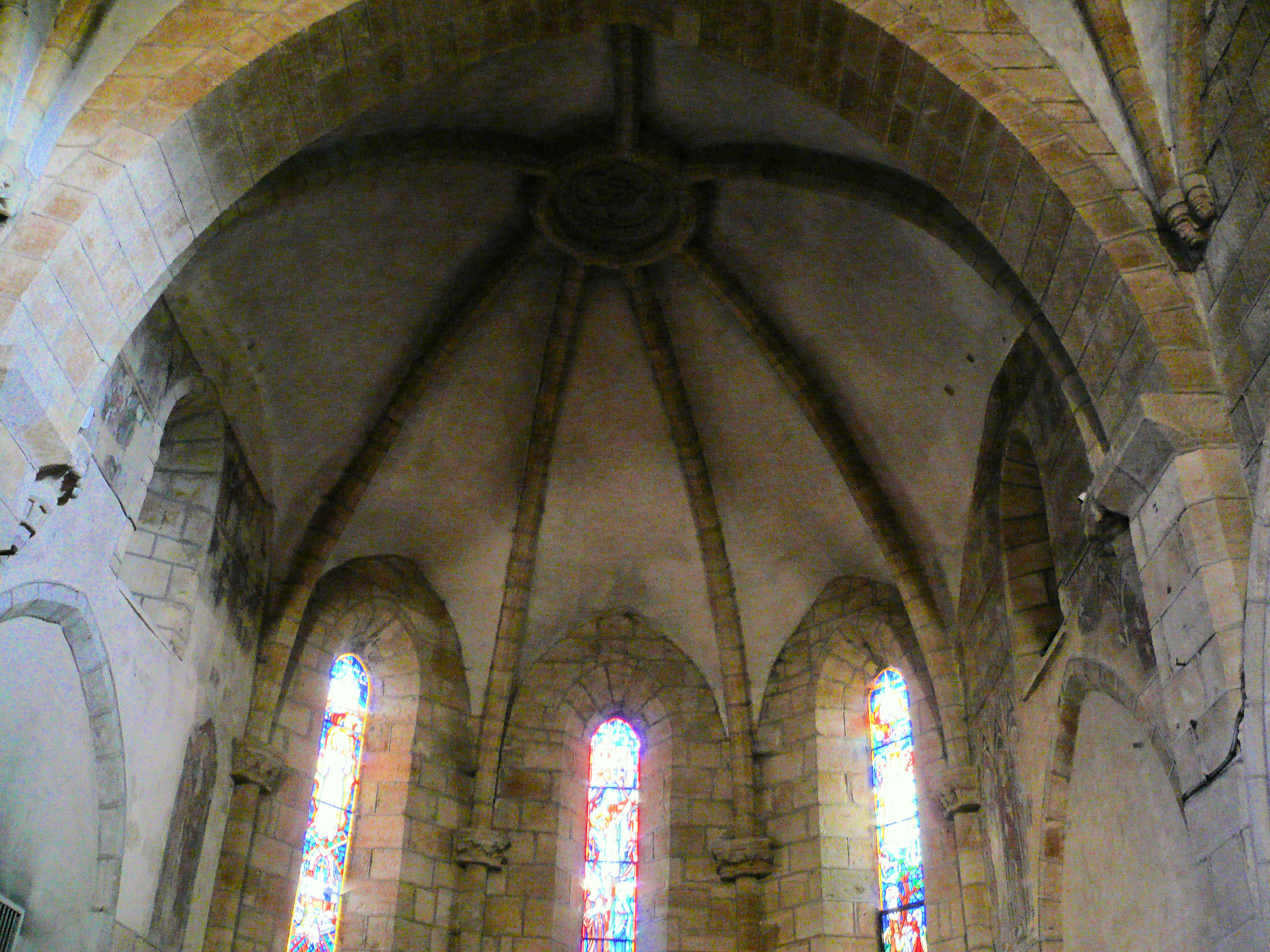
L'abside avec sa voute gothique.

L'église Saint-Jean-Baptiste était une église romane. Son plan primitif ne comprenait qu'une nef avec ou sans abside. La voûte menaçant ruine ou s'étant effondrée, elle a été reprise à l'époque gothique. Elle a été tracée en tiers-point avec croisées d'ogives. Pour permettre cette construction en remplacement d'une voûte en plein cintre, les murs ont été surélevés mais en laissant subsister l'ancienne corniche à corbeaux romans. L'abside est à pans coupés, avec fenêtres et à voûtes ogivales. Aucun texte ne permet de savoir si l'église romane avait une abside qui a été remplacée à l'époque gothique ou si cette abside gothique n'avait aucun précédent. Cette dernière hypothèse est probable car les murs ne présentent aucune trace de surélévation. 

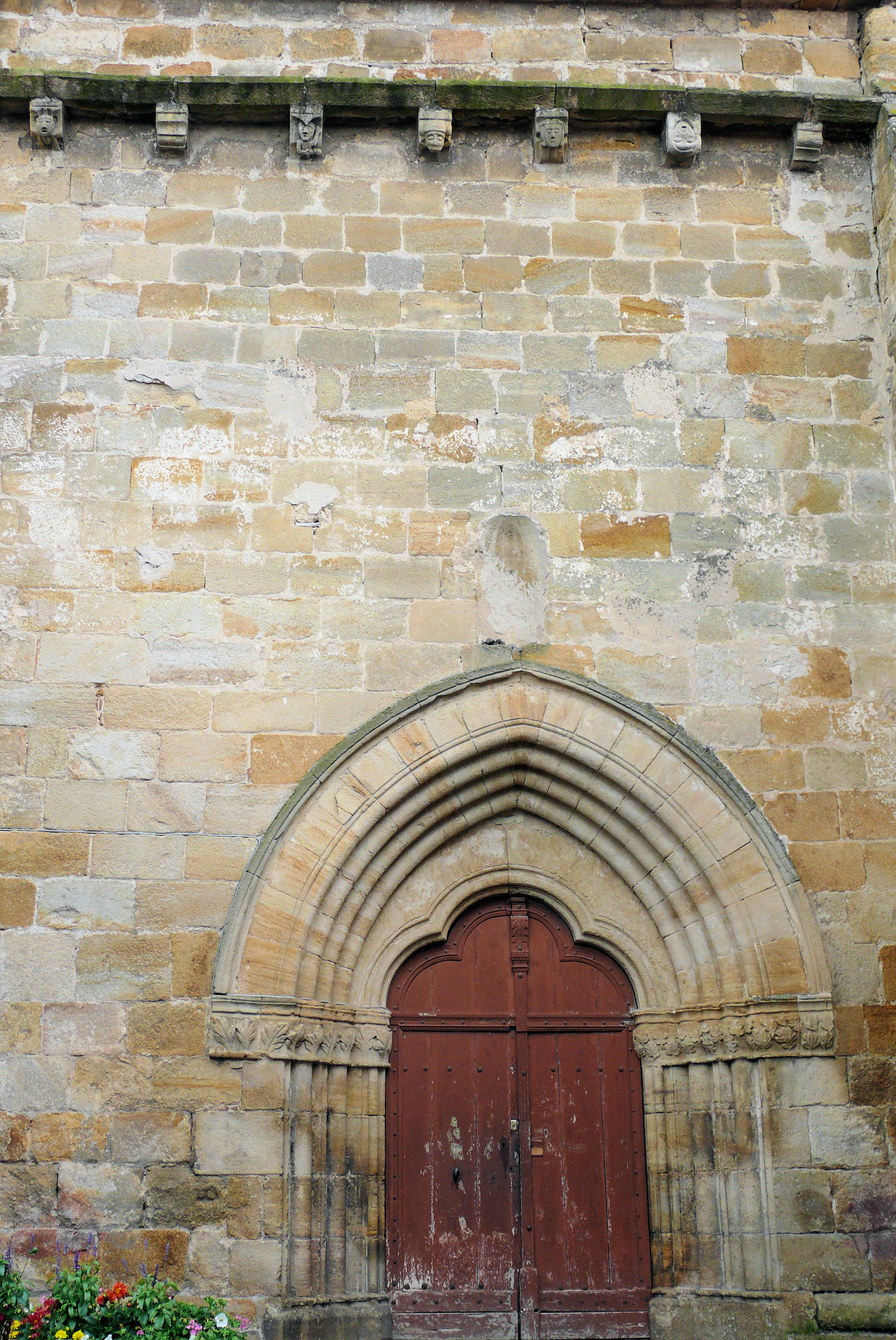
Portail côté nord.

Deux portes donnaient accès à la nef. La porte méridionale est petite et en plein cintre et semble contemporaine des murs romans de la nef de l'église. La porte nord est plus grande et tracée en ogive. Son tracé montre qu'elle a été ouverte après les murs romans.
Deux chapelles ont été ajoutées, donnant un aspect de faux-transept. La chapelle du nord a été construite au XIVe siècle par la famille des comtes d'Auvergne pour servir la vicairie fondée par le cardinal de Boulogne. Celle du midi a été érigée par les soins et les frais du prêtre Pierre Dalmas, en 1489.
Les fonts baptismaux de la paroisse étaient situés dans cette église. L'église Saint-Jean était le lieu où se réunissaient les enfants pour leur enseigner la religion. Un testament de la fin du XVIIe siècle montre que l'église était le siège de la confrérie du Rosaire. Un procès-verbal daté de 1726 indique que la chapelle paroissiale de Saint-Jean-Baptiste était autrefois église paroissiale, mais il s'agit d'une erreur parce que l'église paroissiale était l'église Saint-Pierre.
Pendant la Terreur, l'église est devenue un local de réunions populaires.

## Protection
L'édifice est classé au titre des monuments historiques en 1962.

## Peintures murales

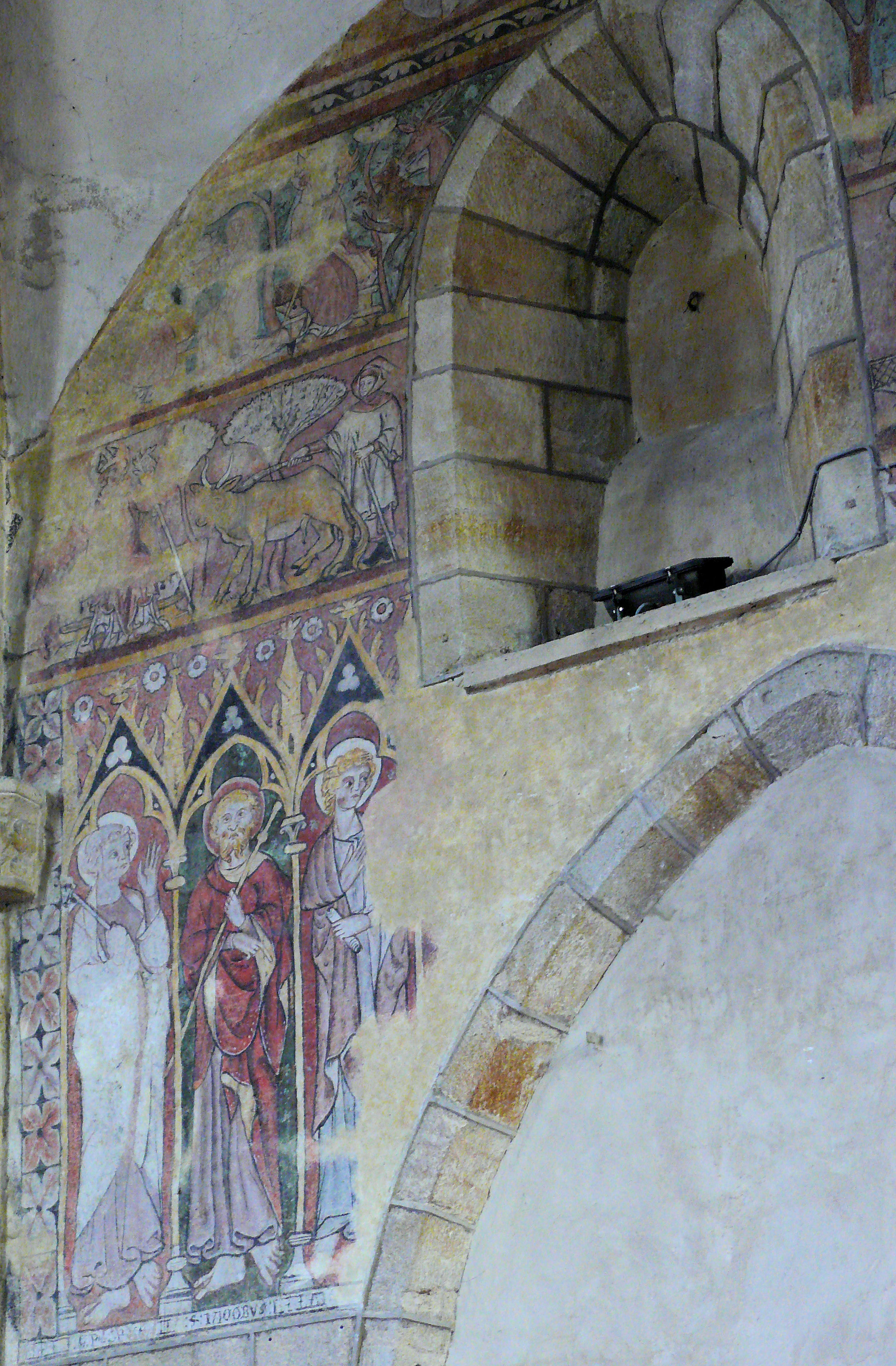
Peintures murales.

Des peintures murales ont été découvertes en 1952 dans la travée droite du chœur. Elles sont situées sur le mur nord et le mur sud. Les mieux conservées se trouvent sur le mur sud. Sur le premier registre, à 2,65 m à partir du sol, on peut voir six apôtres, trois de chaque côté de la fenêtre située au milieu de la travée, aujourd'hui bouchée.